# Oswaldo Rolla
Oswaldo Azzarini Rolla, mais conhecido como Foguinho (Porto Alegre, 9 de setembro de 1909 — Porto Alegre, 27 de outubro de 1996), foi um futebolista, treinador, árbitro de futebol e comentarista esportivo brasileiro.
Marcou época no Grêmio como jogador e técnico, atuando no clube por catorze anos e esta entre os 10 maiores artilheiros do tricolor gaúcho com 116 gols. Ganhou também destaque como cronista esportivo de rádio, ao integrar a equipe de esportes da Rádio Gaúcha como comentarista nas jornadas esportivas e debatedor do Sala de Redação.

## Estatísticas
| Ano               | Clube             | Jogos | Gols |
| ----------------- | ----------------- | ----- | ---- |
| 1928              | Grêmio            | 1     | 0    |
| 1929              | Grêmio            | 5     | 1    |
| 1930              | Grêmio            | 17    | 14   |
| 1931              | Grêmio            | 25    | 23   |
| 1932              | Grêmio            | 17    | 11   |
| 1933              | Grêmio            | 16    | 17   |
| 1934              | Grêmio            | 18    | 5    |
| 1935              | Grêmio            | 21    | 9    |
| 1936              | Grêmio            | 17    | 5    |
| 1937              | Grêmio            | 18    | 9    |
| 1938              | Grêmio            | 15    | 8    |
| 1939              | Grêmio            | 10    | 2    |
| 1940              | Grêmio            | 24    | 9    |
| 1941              | Grêmio            | 18    | 10   |
| 1942              | Grêmio            | 4     | 0    |
| 1943              | Grêmio            | 1     | 0    |
| Total na carreira | Total na carreira | 227   | 123  |

## Títulos

### Como jogador
Grêmio
- Campeonato Gaúcho: 1931 e 1932
- Citadino de Porto Alegre: 1930, 1931, 1932, 1933, 1935, 1937 (AMGEA-E), 1938 (AMGEA-E) e 1939

### Como treinador
Grêmio
- Campeonato Gaúcho: 1956, 1957, 1958 e 1959
- Citadino de Porto Alegre: 1956, 1957, 1958, 1959 e 1960